# Madison, Ohio
Madison är en ort (village) i Lake County i Ohio. Vid 2020 års folkräkning hade Madison 3 435 invånare.